# مقبرة تحتمس الثاني
مقبرة تحتمس الثاني، والتي اكتُشفت عام 2022 ونُسبت إلى الملك تحتمس الثاني في عام 2025، هي مقبرة ملكية مصرية قديمة تقع في منطقة وادي جبانة القرود غرب الأقصر جنوب مصر. جرى التعرف على المقبرة، المعروفة أيضًا برقم مقبرتها وادي ج-4، من خلال بعثة أثرية مصرية بريطانية مشتركة. ترتبط المقبرة بتحتمس الثاني، فرعون من القرنين السادس عشر والخامس عشر قبل الميلاد. أعلنت بعض وسائل الإعلام خطأً أنها أول مقبرة ملكية مصرية تُكتشف منذ مقبرة توت عنخ آمون عام 1922.

## محتويات المقبرة
احتوت المقبرة على عدة قطع أثرية أكدت ملكيتها الملكية. من بين العناصر الزخرفية الباقية، وُجدت أوانٍ من المرمر تحمل نقوشًا هيروغليفية باسم تحتمس الثاني، مشيرةً إليه بلقب "أوزيريس عا خبر إن رع" (وهو الاسم الحوري لتحتمس الثاني). كما تضمنت النقوش الهيروغليفية اسم زوجته وشقيقته، حتشبسوت، مما يشير إلى أنها هي من قامت بإجراء طقوس دفنه، نظرًا لصغر سن ابنه وخليفته، تحتمس الثالث، آنذاك وعدم قدرته على أداء الطقوس بنفسه.
كانت القطع الأثرية المكتشفة أول قطع من أثاث تحتمس الثاني الجنائزي يتم العثور عليها. وقد رجح علماء الآثار أن السيول التي غمرت المقبرة تسببت في تدمير قطع أخرى. لم يتم العثور على أي شظايا من الأثاث الجنائزي الرئيسي، ولكن تم اكتشاف العديد من شظايا أوانٍ فخارية، خاصة من الغرف B وC، مما يشير إلى أن عملية دفن قد تمت في الموقع.
تعرضت العديد من الزخارف الجدارية لأضرار جسيمة بسبب السيول المفاجئة التي تجتاح الوادي بشكل دوري. كشفت الحفريات عن شظايا من الملاط مزينة بنقوش زرقاء إلى جانب أنماط نجوم صفراء. وعلى شظايا ذات خلفية مائلة إلى الصفرة (مصممة لتشبه ورق البردي القديم)، تم اكتشاف أن المقبرة احتوت أيضًا على أجزاء من نص كتاب الآخرة، وهو نص جنائزي شائع في المقابر الملكية خلال تلك الفترة، ويهدف إلى إرشاد الملوك المتوفين في رحلتهم إلى الحياة الآخرة، وقد كُتب النص بالخط الهيروغليفي المتصل المستخدم عادة في النصوص المقدسة على ورق البردي.
بناءً على ذلك، استنتج علماء الآثار أن زخرفة المقبرة كانت تشبه في الأصل زخرفة مقبرة تحتمس الثالث، ابن تحتمس الثاني.

## الملاحظات
1. ↑  اكتُشفت مقبرتان ملكيتان على الأقل منذ مقبرة توت عنخ آمون: مقبرة بسوسنس الأول في عام 1940[4] ومقبرة سنب كاي في عام 2014.[5]